# دونالد إي. بوث
دونالد إي. بوث (بالإنجليزية: Donald E. Booth)‏ هو دبلوماسي أمريكي، ولد في 13 يوليو 1952 في إلميرا في الولايات المتحدة.

## وصلات خارجية
- دونالد إي. بوث على موقع إن إن دي بي (الإنجليزية)